# Felix Baumann
Pour les articles homonymes, voir Baumann.
Felix Andreas Baumann, né le 17 août 1937 à Uetikon am See en Suisse, est un historien suisse de l'art.

## Biographie
Felix Baumann a été directeur du Kunsthaus de Zurich de 1976 à 2000,.